# 本千葉町
本千葉町（ほんちばちょう）は、千葉県千葉市中央区にある地名である。郵便番号は、260-0014。

## 概要
南は長洲、北は富士見、東は中央と隣接している。
1873年6月15日に千葉県が成立した際、県庁が当地に置かれた。

## 世帯数と人口
2017年（平成29年）9月30日現在の世帯数と人口は以下の通りである。
| 町丁     | 世帯数  | 人口  |
| -------- | ------- | ----- |
| 本千葉町 | 513世帯 | 838人 |

## 小・中学校の学区
全域が千葉市立本町小学校および千葉市立葛城中学校の学区に指定されている。

## 交通

### 駅
京成電鉄千葉線・千原線 千葉中央駅

### 道路
- 東金街道

## 施設
- 千葉中央駅
- 富士見公園
- 千葉京成ローザ10
- ロッテリア千葉中央ミーオ店
- 明聖高等学校